# Rudolf Uhlenhaut

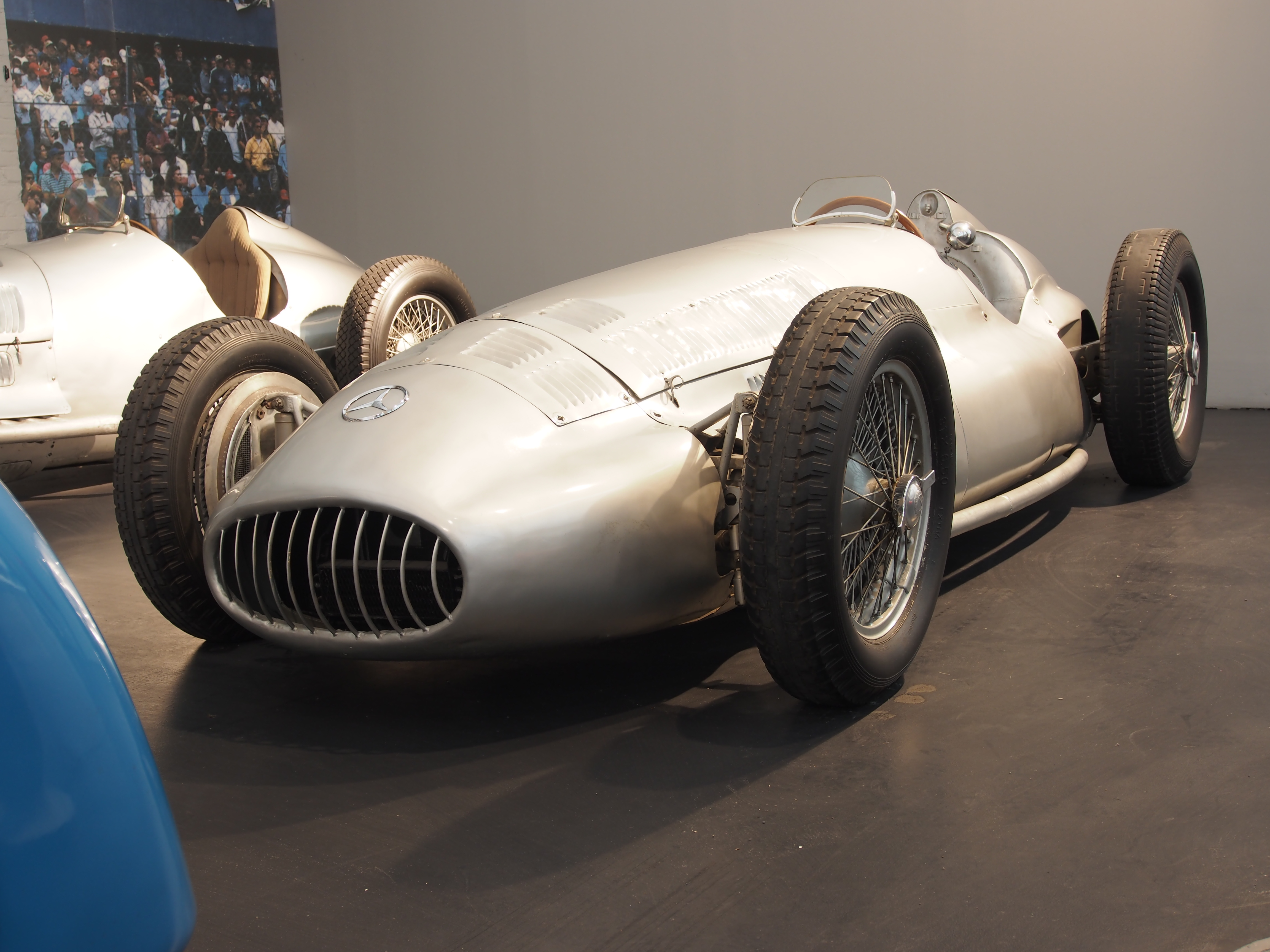
Mercedes-Benz W154

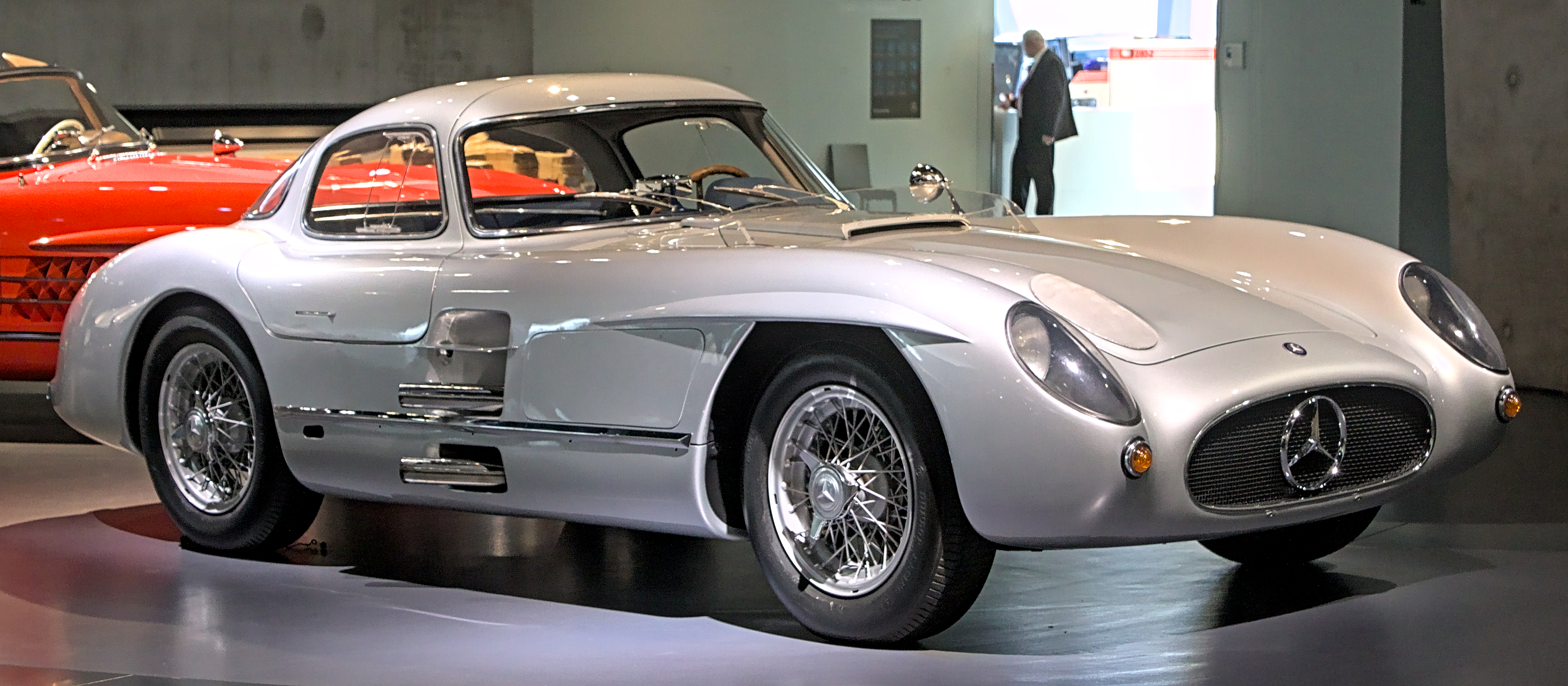
300 SLR di Uhlenhaut nel museo Mercedes-Benz

Rudolf Uhlenhaut, detto Rudi (Londra, 15 luglio 1906 – Stoccarda, 8 maggio 1989) è stato un ingegnere e progettista tedesco, capo ingegnere presso la Mercedes-Benz, nonché direttore dell'ufficio progettazioni del reparto automobili della Dailmer Benz attivo tra la fine degli anni trenta e l'inizio degli anni cinquanta e progettista di numerose vetture sia stradali che da competizione per i Gran Premi tra cui figurano le Mercedes-Benz 300 SL, 300 SLR e la 300 SEL 6.3.

## Vetture progettate
- Mercedes-Benz 300 SL
- Mercedes-Benz 300 SLR
- Mercedes-Benz W25[11]
- Mercedes-Benz W125
- Mercedes-Benz W154
- Mercedes-Benz W196
- Mercedes-Benz W194